# Ligier JS33
La Ligier JS33 è una monoposto di Formula 1, costruita dalla scuderia francese Ligier per partecipare al Campionato mondiale di Formula 1 1989.
Il suo miglior risultato in una gara fu un quinto posto al Gran Premio del Canada del 1989. La vettura è stata poi evoluta nella versione chiamata Ligier JS33B per l'impiego nella stagione successiva.